# Vinalhaven
Vinalhaven is een plaats (town) met ongeveer 1165 inwoners in Knox County in Maine aan de oostkust van de Verenigde Staten. De vissersplaats uit 1789 ligt op een eiland met zeekreeftvisserij en herbergt een bekende zomerresidentie.  
In 1978 trok de Amerikaanse popartkunstenaar Robert Indiana zich terug op het eiland dat hij sedert 1969 regelmatig bezocht had. Hij betrok daar in een lodge met de naam Star of Hope, een voormalig bezit van Independent Order of Odd Fellows waar eerder, in 1938, Marsden Hartley gewoond had. Bij zijn besluit zich daar te vestigen speelde een grote rol dat hij daar kon werken in het grafisch atelier de Vinalhaven Press. Deze werkplaats onder leiding van Patricia Nick trok tussen 1984 en 2002 vele gerenommeerde kunstenaars aan.

## Afbeeldingen

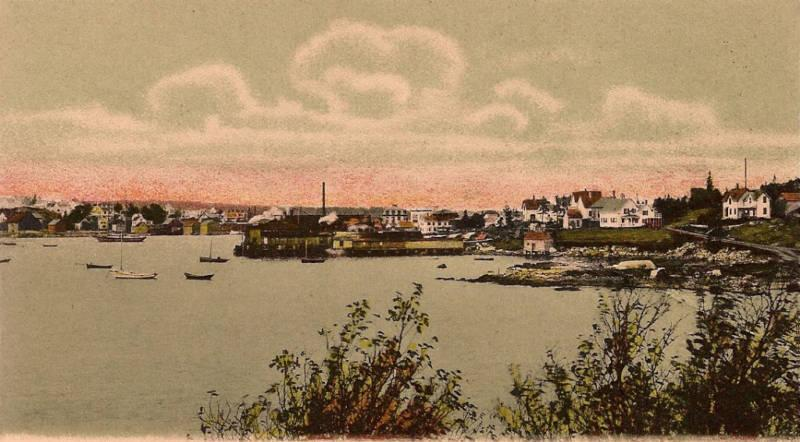
Gezien vanaf Lane's Island in 1905
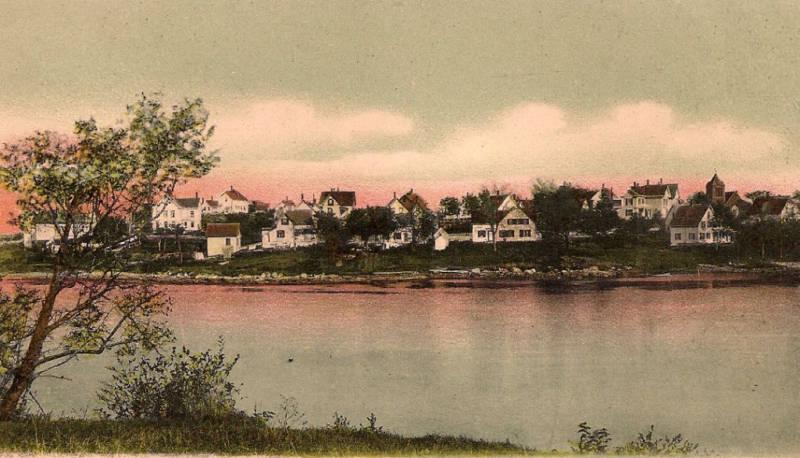
Oostkant in 1905

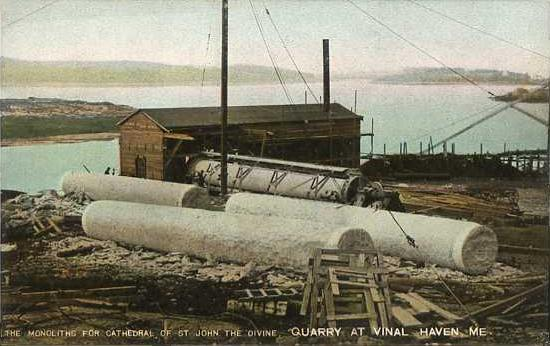
Haventerrein rond 1905
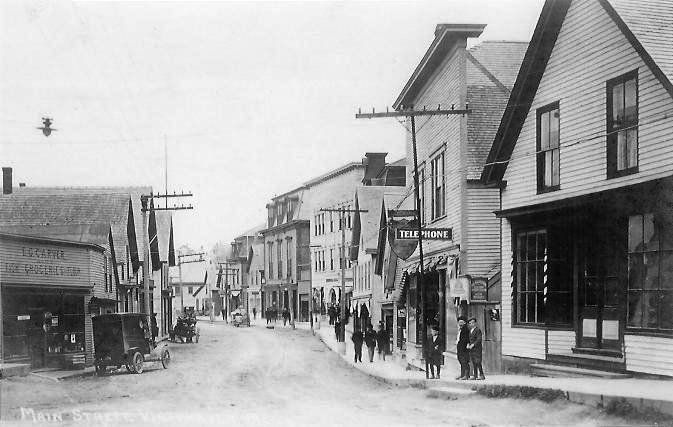
Hoofdstraat rond 1915

## Bekende (oud-)inwoners
- Marsden Hartley (1877-1943), kunstschilder en schrijver
- Robert Indiana (1928-2018), kunstschilder, beeldhouwer, graficus